# Mouroux
Mouroux és un municipi francès, situat al departament de Sena i Marne i a la regió de Illa de França. L'any 2007 tenia 4.671 habitants.
Forma part del cantó de Coulommiers, del districte de Meaux i de la Comunitat de comunes del Pays de Coulommiers.

## Demografia

### Població
El 2007 la població de fet de Mouroux era de 4.671 persones. Hi havia 1.680 famílies, de les quals 300 eren unipersonals (132 homes vivint sols i 168 dones vivint soles), 496 parelles sense fills, 764 parelles amb fills i 120 famílies monoparentals amb fills.
La població ha evolucionat segons el següent gràfic:
Habitants censats

### Habitatges
El 2007 hi havia 1.875 habitatges, 1.705 eren l'habitatge principal de la família, 65 eren segones residències i 105 estaven desocupats. 1.735 eren cases i 127 eren apartaments. Dels 1.705 habitatges principals, 1.452 estaven ocupats pels seus propietaris, 218 estaven llogats i ocupats pels llogaters i 35 estaven cedits a títol gratuït; 17 tenien una cambra, 87 en tenien dues, 264 en tenien tres, 479 en tenien quatre i 858 en tenien cinc o més. 1.409 habitatges disposaven pel capbaix d'una plaça de pàrquing. A 734 habitatges hi havia un automòbil i a 859 n'hi havia dos o més.

### Piràmide de població
La piràmide de població per edats i sexe el 2009 era:
| Homes | Edats   | Dones |
| ----- | ------- | ----- |
| 0     | 95 o +  | 4     |
| 8     | 90 a 94 | 8     |
| 12    | 85 a 89 | 32    |
| 12    | 80 a 84 | 24    |
| 36    | 75 a 79 | 60    |
| 68    | 70 a 74 | 44    |
| 112   | 65 a 69 | 104   |
| 84    | 60 a 64 | 92    |
| 96    | 55 a 59 | 92    |
| 136   | 50 a 54 | 148   |
| 180   | 45 a 49 | 184   |
| 188   | 40 a 44 | 156   |
| 168   | 35 a 39 | 200   |
| 128   | 30 a 34 | 164   |
| 104   | 25 a 29 | 104   |
| 144   | 20 a 24 | 100   |
| 196   | 15 a 19 | 144   |
| 172   | 10 a 14 | 116   |
| 168   | 5 a 9   | 128   |
| 124   | 0 a 4   | 116   |

## Economia
El 2007 la població en edat de treballar era de 3.112 persones, 2.367 eren actives i 745 eren inactives. De les 2.367 persones actives 2.199 estaven ocupades (1.161 homes i 1.038 dones) i 168 estaven aturades (79 homes i 89 dones). De les 745 persones inactives 236 estaven jubilades, 288 estaven estudiant i 221 estaven classificades com a «altres inactius».

### Ingressos
El 2009 a Mouroux hi havia 1.802 unitats fiscals que integraven 4.969,5 persones, la mediana anual d'ingressos fiscals per persona era de 20.984 €.

### Activitats econòmiques
Dels 177 establiments que hi havia el 2007, 4 eren d'empreses alimentàries, 3 d'empreses de fabricació de material elèctric, 8 d'empreses de fabricació d'altres productes industrials, 32 d'empreses de construcció, 49 d'empreses de comerç i reparació d'automòbils, 6 d'empreses de transport, 10 d'empreses d'hostatgeria i restauració, 4 d'empreses d'informació i comunicació, 3 d'empreses financeres, 11 d'empreses immobiliàries, 21 d'empreses de serveis, 17 d'entitats de l'administració pública i 9 d'empreses classificades com a «altres activitats de serveis».
Dels 62 establiments de servei als particulars que hi havia el 2009, 1 era una oficina de correu, 8 tallers de reparació d'automòbils i de material agrícola, 1 taller d'inspecció tècnica de vehicles, 4 autoescoles, 6 paletes, 5 guixaires pintors, 4 fusteries, 7 lampisteries, 4 electricistes, 4 empreses de construcció, 4 perruqueries, 8 restaurants, 5 agències immobiliàries i 1 saló de bellesa.
Dels 17 establiments comercials que hi havia el 2009, 1 era un hipermercat, 1 un supermercat, 2 botiges de menys de 120 m², 3 fleques, 1 una botiga de congelats, 1 una llibreria, 1 una botiga de roba, 1 una sabateria, 2 botigues de mobles, 1 una botiga de mobles, 1 una botiga de material de revestiment de parets i terra i 2 floristeries.
L'any 2000 a Mouroux hi havia 11 explotacions agrícoles que ocupaven un total de 400 hectàrees.

## Equipaments sanitaris i escolars
L'únic equipament sanitari que hi havia el 2009 era una farmàcia.
El 2009 hi havia 1 escola maternal i 2 escoles elementals. Mouroux disposava d'un col·legi d'educació secundària amb 308 alumnes.

## Poblacions properes
El següent diagrama mostra les poblacions més properes.